# Jennifer Siebel

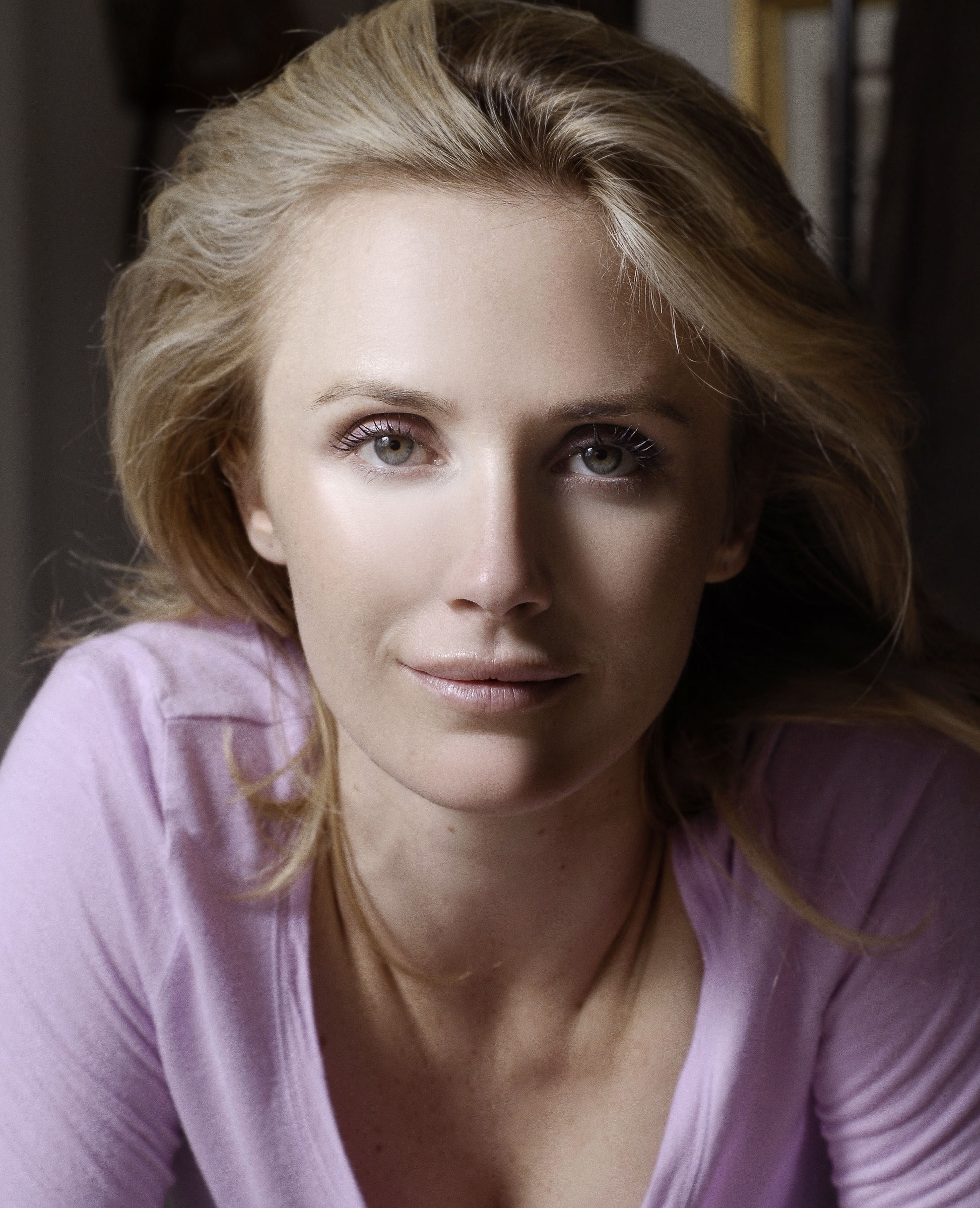
Jennifer Siebel (2006)

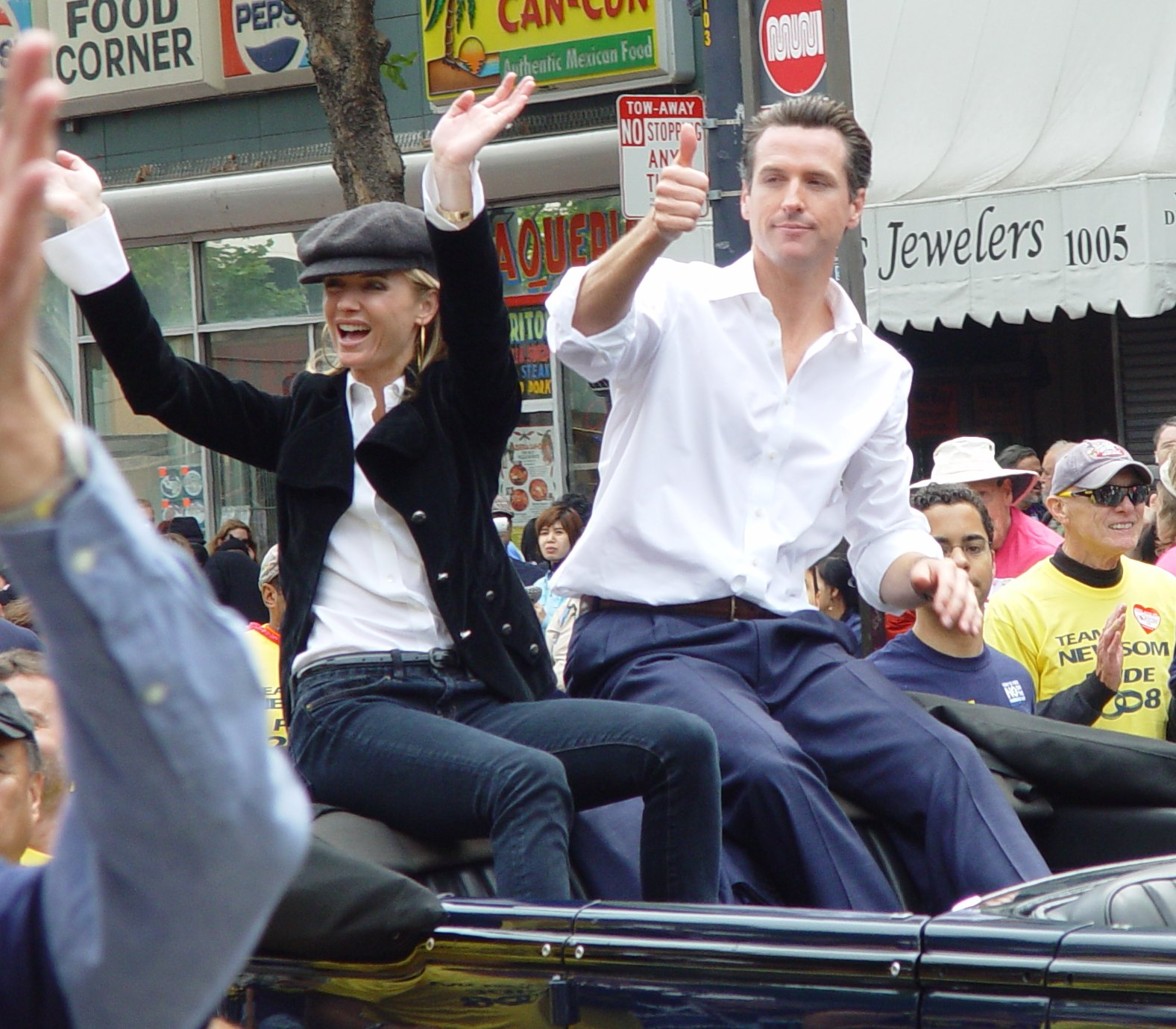
Jennifer Siebel neben Gavin Newsom (2008)

Jennifer Siebel Newsom (* 19. Juni 1974 in San Francisco) ist eine US-amerikanische Schauspielerin und Produzentin.

## Leben
Jennifer Siebel schloss ihr Studium mit Auszeichnung an der Stanford University und der Stanford Business School ab. Danach arbeitete sie für Conservation International, eine globalen Umwelt-Organisation, in Afrika, Lateinamerika und Europa. Ihr Vater Ken Siebel ist Investmentbanker und Mitbegründer von Conservation International, ihre Mutter Judy ist Mitbegründerin des Bay Area Discovery Museum in Sausalito. Am 26. Juli 2008 heiratete Jennifer Siebel den damaligen Bürgermeister von San Francisco und heutigen kalifornischen Gouverneur Gavin Newsom.
Nach ihrem Studium und der Arbeit für Conservation International zog sie nach Los Angeles, um Schauspielerin und Produzentin zu werden. Seitdem war sie in vielen Studio- und Independentfilmen und einigen Fernsehserien zu sehen. Einige dieser Filme wurden auf den Filmfestspielen in Cannes und Toronto gezeigt und ausgezeichnet.
Jennifer Siebel gründete Girls’ Club Entertainment LLC. Das Unternehmen produziert unabhängige Filme mit starker sozialer, politischer und kultureller Bedeutung. Vor allem werden Themen aufgegriffen, die sich genderkritisch mit gesellschaftlichen Problemen auseinandersetzen. So entstanden 2007 der Independentfilm „The Trouble with Romance“ und 2011 die Dokumentation Miss Representation, die sich nach dem Motto „Du kannst nicht sein, was du nicht siehst“ mit dem Frauenbild in den Medien beschäftigt.
Siebel hatte eine wiederkehrende Gastrolle in der NBC-Fernsehserie „Life“, die in Deutschland auf VOX ausgestrahlt wird.